# 国产三文鱼争议

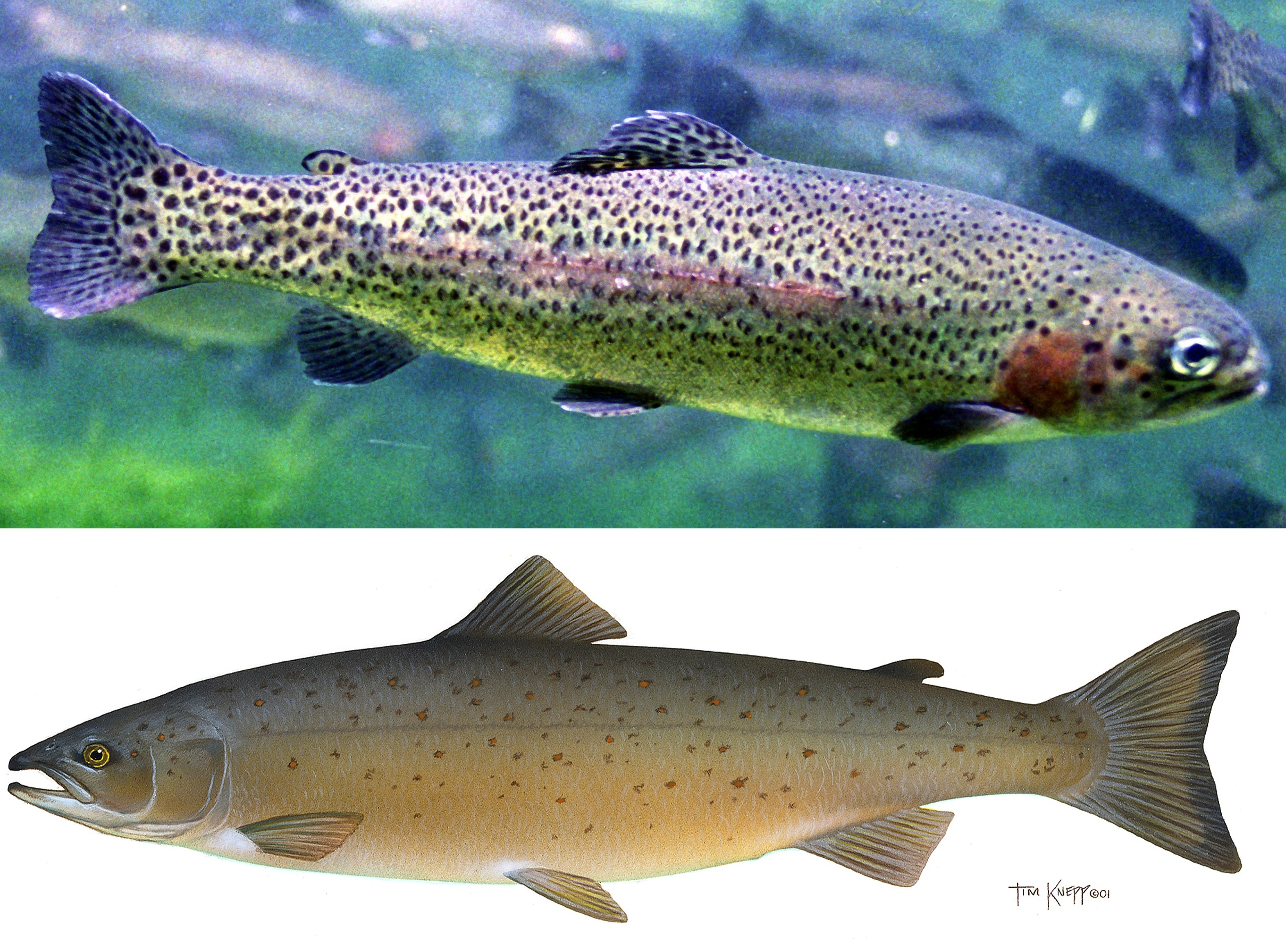
虹鳟（上）和大西洋鲑（下）

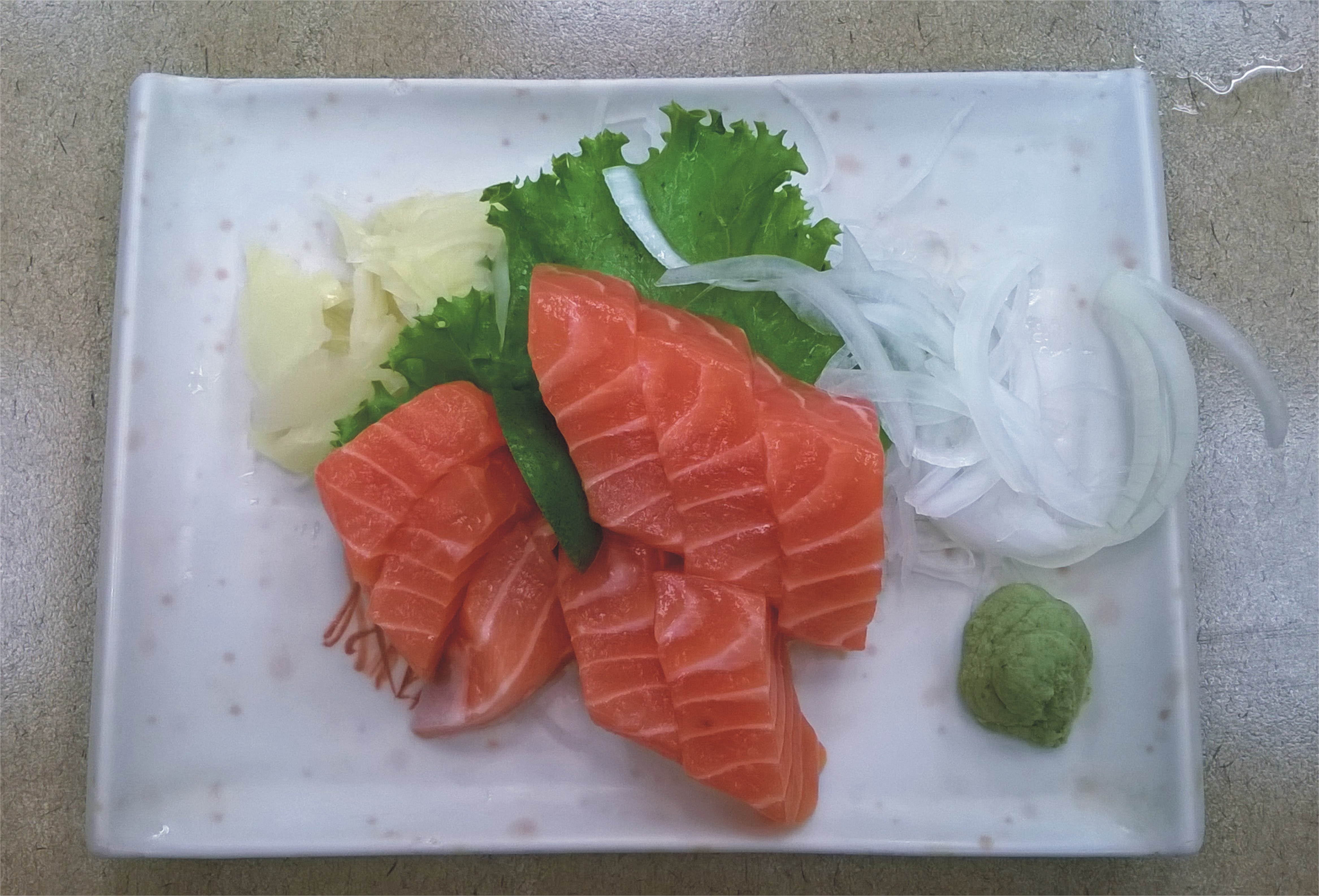
虹鳟生鱼片与鲑鱼生鱼片的外表几乎一模一样

国产三文鱼争议指在中国大陆的水产市场上因消费者和媒体舆论质疑淡水养殖的虹鳟是否能以“三文鱼”（鲑鱼）之名进行销售而引发的争论。某些商家宣传虹鳟和大西洋鲑一样可生吃，引发对消费者知情权和食品安全的担忧。
中国大陆地区以“三文鱼”（英文salmon的粤语音译）名义行销虹鳟的报道可追溯至2004年，当时上海市的市场监管部门曾对此进行过整顿。2018年5月，中国中央电视台财经频道报导称，中国大陆“三文鱼”销量中近三分之一来自青海省龙羊峡水库的养殖场。2018年8月，中国水产流通与加工协会发布了团体标准草案《生食三文鱼》，拟规定虹鳟鱼可作为鲑鱼刺身的原料销售。支持该标准者认为，行业协会制定团体标准有利于三文鱼市场的健康发展；反对者认为，制定标准者多利益相关，虹鳟归为三文鱼是鱼目混珠，妨碍市场竞争，侵犯了消费者的知情权、选择权，對食品安全有害。虽然就该标准草案，诸多政府机构、半官方机构和社会团体曾对标准进行调研，至今未能达成共识，但也有较多食品科学、法律、质量监管和消费者保护等领域的专家表达自己的看法和观点。

## 虹鳟和鲑鱼的区别

### 虹鳟
虹鳟（学名：Oncorhynchus mykiss）是鲑科钩吻鳟属中的一种淡水鱼，原产于白令海沿岸的东北亚和北美太平洋西北地区的沿岸水系。依据洄游习性不同，虹鳟又可以进一步被细分为多个亚种，而除了沿海溯游的亚种硬头鳟（steelhead）外都主要栖息于内陆淡水中，繁殖季节会在湖溪之间进行纯淡水洄游。
淡水虹鳟和咸水/半咸水区的硬头鳟的外观有一定的差别。淡水虹鳟的头部较圆，身体呈蓝色、绿色或淡黄色，腹部呈银白色，背部有黑点，从鳃裂到鱼尾沿着侧线有一条宽长的粉红色晕纹，尾部呈方角且只有稍许分叉；而硬头鳟外形更加酷似海鱼，拥有更细长的侧面轮廓，肤色为更单调的灰白色且反光度较高，背部有小黑点和一定的反影伪装，红纹几乎完全消失（只在繁殖期洄游时才重新出现），尾部有均匀斑点，喉咙里和舌头后均没有牙齿；此外，成年硬头鳟因为栖息的水体环境更冷，体型也通常大于一般的淡水虹鳟。根据美国国家野生动物基金会指出，硬头鳟和其它的淡水虹鳟没有生殖隔离，属于同一物种。淡水虹鳟一般生活于水温较凉的浅宽河流和湖泊中，在繁殖期通常只进行短途洄游到自己出生的上流溪流中以进行产卵；硬头鳟和淡水虹鳟一样在内陆的淡水中成长，但在成熟后会和鲑鱼一样迁移到河口湾外围的咸水和半咸水中生活，直到产卵前才长途逆流洄游回到淡水中，习性和其他几种被归为“三文鱼”的太平洋鲑类完全相似。但加拿大太平洋鲑基金会指出，如果环境发生变化，硬头鳟也会改变自己的洄游习性，选择长期生活在淡水中。
虹鳟和基因上相近的割喉鳟曾一起被归入大西洋鲑所属的鳟属，并被命名为。但早在1914年，鱼类学家查爾斯·泰特·里根已经建议将虹鳟归入太平洋鲑属内；1989年，虹鳟正式作为“太平洋鳟”被分入与六种太平洋鲑同属的钩吻鳟属。但由于硬头鳟的洄游习性更接近于其他被称为鲑鱼的物种，因此虹鳟的动物分类学归属在加拿大依然存在争议。

### 鲑鱼
“鲑鱼”的称呼在中古汉语中就已存在，但与现代的词意大不相同。“鮭”字在《康熙字典》成书时尚有数种意思，其中一意为河鲀。自杜亚泉主编的《动物学大辞典》始，“鲑”字指河鲀的原意彻底消失，仅用来做为特指鲑科（Salmoniae）鱼类的中文通称。东亚地区历史上常见的鲑鱼基本上都是狗鲑（Oncorhynchus keta）——也就是俗称的大马哈鱼，源自东北官话借自满-通古斯语系中赫哲语对外东北出产的两种钩吻鳟属鱼类（狗鲑和粉红鲑）的通称“daw imaha”的音译。受汉文化影响的日本在历史上曾一直将本土的狗鲑称作（sa ke）（非现代汉语中的石桂鱼），從明治时期开始也引进了字并将其进行同音训读来做为所有鲑科鱼类的汉字。
现代汉语的“鲑鱼”一词所对应的英语单词“salmon”其实并不是一个生物分类学上的严谨称呼，而是西方国家的渔业对一系列体型和生态位相似、有溯河洄游习性的食用鱼的通俗泛称，与英文中笼统定义的“鲈鱼”（bass）、“鳟鱼”（trout）、“鲤鱼”（carp）、“鲭鱼”（mackerel）、“沙丁鱼”（sardine）等称呼相似。西方人提起“salmon”传统上是专指产于西北欧（特别是古罗马时期所谓的日耳曼尼亚地区）的大西洋鲑（Salmo salar），而在欧洲人殖民北美后接触到了太平洋水系的鲑科鱼类，“salmon”的词意也开始扩展包括了六种北太平洋沿岸钩吻鳟属（Oncorhynchus）的经济鱼类（狗鲑、帝王鲑、红鲑、粉红鲑、樱鳟和银鲑）。除了鲑科物种外，英文里“salmon”一词有时还在欧美以外的其他地区被用来称呼一些完全不属于鲑形目的鱼类，比如所谓的“澳洲鲑”（鲭形目的鳟澳鲈）、“夏威夷鲑”（鲹形目的纺缍𫚕）和“印度鲑”（鲈形目的四指马鲅）。

## 事件背景

### 龙羊峡虹鳟养殖产业
1992年，时任青海省省长金基鹏主持召开省长办公室会议，研究龙羊峡水库虹鳟养殖开发项目。利用当地水质优良和较冷水温的条件，有多家国营企业、民营企业和农业合作社投入了这个行业。该行业后成为了共和县和龙羊峡镇的重要产业。该县围绕虹鳟养殖发展出了虹鳟销售、农家乐、休闲旅游等产业拓宽经济增长点。2015年，整个龙羊峡镇依靠这个产业链，取得了7000万元人民币的GDP。2008年7月，盾安集团独家获得龙羊峡水库50年的渔业整体开发经营权，与当地政府签订了渔业资源开发经营合同书，随后成立了青海民泽龙羊峡生态水殖有限公司负责在当地养殖虹鳟鱼。2018年5月3日，《证券时报》披露盾安集团出现了债务危机；同月8日，民泽公司完成了工商变更，盾安集团从中退出。

### 《生食三文鱼》团体标准草案
涉事的《生食三文鱼》团体标准草案是一部团体标准，该标准由挂靠在中华人民共和国农业农村部的中国水产流通与加工协会归口，并由十三家企业一同制定，其中至少有8家主营虹鳟的企业，自称“规定了生食三文鱼的术语和定义、要求、检验方法、检验规则、标签、标志、包装、运输和贮存”，并在章节3.1写道：“三文鱼：鲑科鱼类的统称，包括大西洋鲑、虹鳟、银鲑、王鲑、红鲑、秋鲑、粉鲑等。”根据该标准的描述，虹鳟在该标准中被归入了“生食三文鱼”的范畴中:1。此外，该标准规定了合格“生食三文鱼”的食品感官性质、理化性质、污染物、寄生虫、检验标准和方法等要求。其中提及，产品必须注明品名、种名和产地，比如“三文鱼（大西洋鲑）”“三文鱼（虹鳟）”:5。

## 事件经过

### 国产三文鱼事件
2018年5月22日，中国中央电视台财经频道的经济半小时播出了一档标题为《科技里飘出的新“鲜”味》的专题节目，报道了民泽公司利用龙羊峡水库水温低、水质好的自然特点，运用渔业科技进行虹鳟养殖的状况，并称中国大陆市场上三分之一的“三文鱼”都出自该水库的人工养殖，此事件即“国产三文鱼”事件（或称“真假三文鱼”事件）。
事件发生后，5月24日，中国渔业协会发表声明，认为“虹鳟不是三文鱼”是误解，并表示“三文鱼”是对于大西洋鲑及其他数种鱼的商品名称，包括虹鳟，且虹鳟人工养殖安全可控，寄生虫感染概率极低。但此事引发了网民对于食品安全和消费者知情权的担忧，部分网民表示再也不会食用“三文鱼”，《扬子晚报》指部分市售三文鱼食品标注不清，疑似虚假宣传。《南方周末》马肃平认为，中国内地市场上水产仿冒的情况并非个案，如油鱼冒充鳕鱼等，这种标签信息欺诈虽不影响食品安全，但具有隐蔽性、广泛性，对政府监管提出了挑战；该报辛省志的评论表示，三文鱼之争不只是科学问题，更影响到正常的市场秩序和公民的身体健康，呼吁相关政府部门尽快给出回应。
事件发生后，中国大陆地区三文鱼市场信心受到重挫，三文鱼滞销，价格跳水，直接影响到进口大西洋鲑的销售，大西洋鲑销售行业甚至流行着销售时需要改称“海产大西洋鲑”的说法。

### 团体标准草案发布
2018年8月6日20时51分许（UTC+8），中国水产流通与加工协会公示了团体标准《生食三文鱼》草案（标准编号：T/CAPPMA 08-2018），征询公众意见，截止日期为当月9日。8月10日，中国水产流通与加工协会三文鱼分会成立大会在青海省西宁市举行；同日，该分会在成立大会会场发布了这份标准，并规定虹鳟鱼可以作为生食三文鱼的一种:1。
根据标准的编制说明显示，该标准由十三家企业起草，目的是“为了进一步维护市场公平竞争，保护消费者的合法权益，并为市场监督检查和监管提供技术支撑”，同时也为了回应当年5月的“国产三文鱼”事件对消费者信心造成的“不良影响”:1；而该标准公示期仅有三天，协会网站上先前转载的“虹鳟非三文鱼”文章也被删除。就此，协会方面回应，公示确实为了赶在分会成立大会上发布的特殊情况缩短了期限，但标准暂未上报申请批准，同时转载的文章也不代表该协会的观点。协会方认为，因三文鱼概念约定俗成，无人能决定其对错，故团体标准中也要求标注具体种名、产地；协会方也认为，该标注要求是该标准的一大亮点。
对于三文鱼分会的成立，协会方认为，对于产品品质、品牌及应对国内外市场变化的需求将他们团结在一起，对于国内市场而言是好事，有助于一致对外提出需求。此外，协会也表示，5月国产“三文鱼”事件催生了这个标准，为确保食品安全，避免商业欺诈，保护消费者知情权，该协会公司成员起草了这一标准，而审核阶段均有高校、科研院所的教授、研究员专家参与把关。该协会希望能提升这一标准的采用率，推动该标准上升为行业标准乃至是行业标准、国家标准，来规范市场秩序，同时避免垄断情况的产生。
根据该协会发布的标准编制说明显示，该团体标准对生食三文鱼的定义，分别参考了维基百科的鮭魚条目、耕海公司（现称美威公司）2018年的三文鱼养殖手册以及Kontali Analyze于2007年发布的三文鱼市场分析报告:4；而截至2018年8月16日，无论是中文还是英文维基百科，均明确提到虹鳟不是鲑鱼（三文鱼），也未提及虹鳟可以生吃；长达113页的Marine Harvest公司三文鱼养殖手册中，仅1处用到了“虹鳟”字样，涉及虹鳟的疾病防治；而在Kontali Analyze AS公司公开的2007年的报告中，未提及“虹鳟”。
标准出台时，《青海日报》认为这一标准有助规范行业、保障质量、保护消费者知情权、促进三文鱼产业健康发展。《中国青年报》质疑虹鳟为何一定要傍“三文鱼”的大名。澎湃新闻发表社论，认为要真正做强青海虹鳟的牌子，就要让消费者对食品的安全性放心，不能搞文字游戏，指出三文鱼之争“不能由利益相关方自说自话”。英国广播公司、《卫报》、《独立报》等均发文质疑相关标准，指责相关行业协会和机构是“解决不了问题就将问题合法化”；Twitter上出现了名为“#RainbowTroutBecomesSalmon”（“虹鳟变成了三文鱼”）的话题，质疑相关标准。此外，《科技日报》质疑该标准成为了行业保护伞；《人民日报》发表记者李心萍的评论，认为团体标准不能成为团体利益的“工具”，而要为产业发展树立指引，保障消费者的合法权益。

### 荷裕、民泽三文鱼销售争端
2018年7月14日，澎湃新闻曝光了一家名为“龙羊峡旗舰店”的天猫店铺（运营方：青海民泽龙羊峡生态水殖有限公司），该店出售产自龙羊峡水库的虹鳟鱼，但所有产品都标注“三文鱼”字样，未提及“虹鳟”，食用方法上写着“生熟皆宜”，并表示“符合生吃的要求”。记者就此事将该网络店铺运营者投诉到青海省食品监管部门后，受到监管部门的“辟谣”。事后，该店的产品全部下架整改，后恢复上架，删除了“生熟皆宜”的描述，并标注为“虹鳟”打折销售，销售量也大幅下降。
2018年8月22日，澎湃新闻又曝光了一起消费者投诉事件。有顾客在销售上海荷裕冷冻食品有限公司产品的京东自营店中购买了标注为“三文鱼”的产品（实际为虹鳟制品），但发现其中部分产品以三文鱼名义行销，其中有一款产品直接标注大西洋鲑的学名Salmo Salar。事件曝光当日，该企业将相关商品的销售信息更正为“三文鱼（虹鳟）”，和团体标准保持一致。事后，中国渔业协会原生水生物及水域生态专业委员会主任委员周卓诚认为，荷裕公司使用大西洋鲑的学名标注于虹鳟制品上，涉嫌欺诈消费者的行为无可争辩，应被严惩。翌日，涉事的商品被京东下架，奉贤区市场监管部门也介入了调查，但法律界人士因团体标准草案的存在及食品的消耗品属性对消费者维权持悲观态度。
事后，因团体标准草案明确定义虹鳟为三文鱼的一种，龙羊峡旗舰店的消费者遇到了维权无门的境地。东方报业的员工将市售的多款“三文鱼”制品送往某不愿具名的检测机构进行DNA检测，最后确定民泽、荷裕确实是以三文鱼、大西洋鲑的名义销售了虹鳟制品。对于因为团体标准导致销量受影响，荷裕公司的高管表示不后悔。

## 争议

### 三文鱼定义之争
所谓“三文”是鲑鱼的英语词汇salmon在粤语中的音译，拉丁语词源意为“跳跃”，泛指任何有溯河洄游习性、在逆流时会用跃出水面来翻过障碍物和水位差的鲑科鱼，在欧洲地区传统上专指栖息在北大西洋和波罗的海水系的大西洋鲑。在英语中，salmon一词约定俗成可以用于称呼鲑科鳟属和钩吻鳟属两个属中有渔业经济价值的食用鱼，通常共有七种，即：
- 大西洋鲑（S. salar）；
- 粉红鲑（O. gorbuscha）；
- 狗鲑（O. keta），即大马哈鱼；
- 银鲑（O. kisutch）；
- 樱鳟（O. masou），也称“马苏鲑”；
- 红鲑（O. nerka）；
- 帝王鲑（O. tshawytscha）。

虹鳟是钩吻鳟属最重要的成员之一，其沿海亚种硬头鳟（O. mykiss irideus）更是有着与大西洋鲑相似的外形和近乎完全相同的洄游习性，但严格意义上并不被学术界接受属于“鲑鱼”一词的传统范畴。与虹鳟待遇相似的是与大西洋鲑同为鳟属的褐鳟（S. trutta），其沿海亚种海鳟（S. trutta trutta）与大西洋鲑的习性几乎完全相同，但也通常不被定义为鲑鱼。
“三文鱼”的音译在汉语圈中的用法最早兴起于英属香港，主要指1970～80年代开始从北欧（主要是挪威）进口到东亚销售的大西洋鲑，改革开放后通过深圳经济特区进入珠三角地区，之后随着广东省经济腾飞伴随的岭南文化影响力提升而传入中国内地。近年来，中国大陆经常使用“三文鱼”這一商品名称来行销虹鳟，给虹鳟喂食虾青素以使其肉色橘红并在市场上以大西洋鲑名义贩卖的现象早在2004年就已经见诸报端。2004年3月17日，《新闻晨报》头版刊发《假“三文鱼”惊现铜川市场》称上海铜川路水产市场的商贩将虹鳟当成“三文鱼”销售，并认为这是对消费者的欺骗，引发上海市工商管理部门的介入；原上海水产大学一位教授认为，虾青素无毒害作用，但是事实上造成了消费者的混淆。事后，工商部门要求相关经营户不得再虹鳟以三文鱼名义进行销售，否则将予以行政处罚。
原上海水产大学（现上海海洋大学）的伍汉霖认为，用三文鱼称呼专指大西洋鲑、大马哈鱼等体形较大、肉质鲜美呈橘红色的咸水鲑科鱼类由来已久，使用三文鱼来称呼淡水养殖的虹鳟并不合理；上海海洋大学教授、生物分类学专家唐文乔表示，因淡水虹鳟不会从咸水区洄游，与其他“三文鱼”有根本区别，故从分类学角度而言，学界都认为虹鳟不应归入三文鱼。而中国水产流通与加工协会的行业标准草案中，则将虹鳟归入三文鱼中。

### 虹鳟生食安全性
团体标准制定者们认为，只要符合单只3（6.6磅）以上、未检出寄生虫、污染物、菌落数控制在一定范围内等要求的虹鳟鱼，经过零下20摄氏度以下连续冷冻24小时或零下35摄氏度以下连续冷冻15小时等处理后，均适合生吃。美国FDA的冷冻杀虫规定基本相同，不区分鱼物种。《农民日报》邀请水产行业专家接受采访，也表示国产“三文鱼”可以生吃。挪威食品安全局发表声明，指该国的大西洋鲑与海水养殖的虹鳟可安全用于寿司和刺身等生食用途。
上海海洋大学教授唐文乔表示，将虹鳟列为“三文鱼”不妥，但养殖环境受控情况下，生吃虹鳟未尝不可。上海海洋大学教授陈舜胜表示，冷冻法除寄生虫只适合海产鱼类，不一定适用于淡水养殖的虹鳟，处理后的虹鳟鱼的生食安全性依然是未知的，具有较高的风险；北京晨报采访了相关专家后，也得出了“三文鱼”因寄生虫而不适合生食的结论，专家也建议生吃“三文鱼”前最好按美國FDA标准进行冷冻或者干脆做熟。
澎湃新闻记者查阅PubMed上登载的引文摘要后认为，淡水虹鳟在全世界多个地区（如智利、阿根廷）留下了廣節裂頭絛蟲感染的文献记录；中国疾病预防控制中心专家也指出淡水鱼生食在传播华支睾吸虫（肝吸虫）中起到重要作用；此外，FDA2001年发布的《冷熏加工鱼肉防疫工序与指标》表示，所有野生捕捞的太平洋鲑都应被视作含有异尖线虫，而在美国冰鲜红鲑、银鲑、帝王鲑鱼肉抽检中异尖线虫感染率高达75%。安大略省公共卫生机构采纳了29篇有关冷冻杀虫的文献中的数据：其中一篇文献指出，狗鱼体内的裂頭絛蟲在-18摄氏度冷冻1天内可被杀死；涉及异尖线虫的文献则有四篇。
中国渔业协会内部人员表示，三文鱼寄生虫检测机构因为利益相关无法做到客观中立。例如，民泽公司委托山东某机构做的寄生虫检测项目中，曾出现淡水鱼类不可能感染的寄生虫；民泽公司也在国产三文鱼事件发生后直播自检三文鱼，出现了未经切片采样而是将厚块三文鱼直接置于光学显微镜光源上的镜头。业内人士还提到，淡水虹鳟养殖环境难以受控，可能造成寄生虫感染。

## 事件后续

### 政府部门
2018年9月6日，国家卫生健康委员会在官网发布新闻称，该委员会下属的国家食品安全风险评估中心于2018年6月就湖南、广东、青海市售三文鱼进行了应急监测，在92份样品中均未发现华支睾吸虫囊蚴、东方次睾吸虫囊蚴和颚口线虫三期幼虫；翌日，相关官网报道就遭删除，有人质疑其检测的样本太少，且未检测常见的绦虫。同月下旬，有报道表示，中华人民共和国农业农村部、国家标准委等多个政府部门正酝酿在本月底前专门对这一标准进行讨论与论证。2018年10月，国家标准化管理委员会标准创新管理司团体和企业标准化处表示，正在研究《生食三文鱼》团体标准，并向行业协会了解了情况。
2018年10月，原上海市质量技术监督局政策法规处处长朱梓明在《质量和标准化》上发表《从虹鳟被列为三文鱼看团体标准》一文，表示虹鳟不是三文鱼在当下是公众的共识，而《生食三文鱼》团体标准违反标准制定的基本要求、基本原则，必须依据《标准化法》进行纠正；但朱梓明也指出，团体标准不具备行政强制力，难以达到“指鹿为马”的效果，并建议设立《生食虹鳟》标准，将虹鳟单列出去。
有记者在标准推出后两个月内，分别给农业农村部渔业渔政管理局、国家标准化管理委员会、国家市场监督管理总局、上海市奉贤区市场监督管理局、上海市消费者权益保护委员会、中国消费者协会等部门、协会拨通了近90个电话，询问相关组织对该团体标准后续如何处理，记者得到的回复无非让记者咨询其他部门、机构，或是“情况复杂，正在研究”、“正在调查”；除了卫生健康委员会外，没有一个官方、半官方部门直接回应此事。而业内人士表示，政府部门态度暧昧，不想明确表态支持或反对，若无国家标准出台，此事件或将就此不了了之。

### 消费者保护组织和法律界人士
2018年8月14日，上海市消费者权益保护委员会表示高度关注此事。8月21日，该委员会召开了一场讨论“三文鱼”定义的公开讨论会。中国水产流通与加工协会三文鱼分会理事郑维中表示，标准制定就是为了向消费者指出哪些鱼符合三文鱼定义，且要求包装写明种名；消保委常务委员、上海联合律师事务所合伙人江宪认为相关商家以科学的名义混淆两种鱼已经涉嫌侵害消费者的知情权、选择权；上海海洋大学陈舜胜教授认为三文鱼定义本就是狭义的，其特征是在海水中长大的鲑鱼，而FDA也不同意将虹鳟归为三文鱼；在餐館等场景中，消费者面对成品菜肴，对其所消费的所谓“三文鱼”究竟是什么鱼一无所知，包装标注于事无补。召开该讨论会前，上海市消保委在其微信公众号组织了一场调查，结果发现八成受访者认为标准中将虹鳟鱼纳入“三文鱼”是指鹿为马，约七成三的受访消费者担心虹鳟被归为三文鱼后，企业借此误导消费者。
青岛市消保委专家委员、山东华鲁律师事务所副主任隋思玉在接受央视网新闻采访时表示，商家指虹鳟为三文鱼涉嫌欺诈；据《中华人民共和国消费权益保护法》第五十五条的规定，此时经营者或应承担数倍于消费价格的处罚。中国消费者协会接受《中国消费者报》采访时表示，团体标准涉及消费者权益的，制定过程中应听取消费者意见，接受消费者监督，并建议有关主管部门能加强引导和监督力度，不能让团体标准成为企业共谋损害消费者权益的工具。
北京双北律师事务所律师王雅军反对《生食三文鱼》团体标准，认为该标准中将虹鳟鱼归入三文鱼，涉嫌利用标准限制、排除大西洋鲑和虹鳟鱼市场的竞争，涉嫌垄断行为，且潜在的寄生虫问题将影响消费者健康；2018年9月，他就此事向国家市场监督管理总局进行举报。但中国水产流通与加工协会会长崔和表示，在中国大陆，符合《生食三文鱼》团体标准的虹鳟年产量也就一万吨，每年从国外进口三文鱼多达十万吨，不会构成垄断行为。2018年10月，该律师继续就该标准涉嫌违反《标准化法》中标准不得用于排除市场竞争、制定过程必须公开透明的规定，继续向国家市场监管总局、国家标准化管理委员会举报。
元达律师事务所合伙人、华东政法大学兼职教授江海表示，《生食三文鱼》团体标准将会直接影响到消费者的知情权，例如消费者前往饭店点餐不知菜单上三文鱼所指具体鱼类等，企业端有责任讲清楚；由于国家标准的缺失，如果消费者和企业发生了民事纠纷，这份团体标准作为唯一的标准文件，将有可能直接影响司法判决。江宪则进一步指出，将三文鱼表述为七种鱼，加上一个等字，并运用学术名词颠覆普通消费者认知是非常有害的，并认为这份标准是利益相关方以学术的名义夹带的私货；江宪建议国家政府部门建立生食鱼的国家标准，规范行业协会行为，避免企业协会完全成为企业利益的代言人。

## 註解
1. ↑  包含以下企业：
  - 青海民泽龙羊峡生态水殖有限公司（主营虹鳟养殖[企⁠ 1]）
  - 上海荷裕冷冻食品有限公司（主营虹鳟加工销售[企⁠ 1][闻⁠ 5]）
  - 大连瑞驰企业集团有限公司（主营秋鲑等[企⁠ 2]）
  - 爱乐水产（青岛）有限公司（主营鱼饲料[闻⁠ 6]）
  - 上海费澳德食品有限公司（主营冰鲜大西洋鲑、金枪鱼进口[企⁠ 3]）
  - 北京北欧玛生物科技有限公司（主营虹鳟[企⁠ 1]）
  - 上海盒成食品有限公司（主营虹鳟[企⁠ 1]）
  - 甘肃文祥生态渔业股份有限公司（主营虹鳟养殖[企⁠ 1]）
  - 青海凯特威德生态渔业有限公司（主营高白鲑鱼苗养殖[闻⁠ 7]）
  - 十堰格瑞农业科技有限公司（主营虹鳟养殖[企⁠ 4]）
  - 山东东方海洋科技股份有限公司（主营大西洋鲑海水养殖，兼营海水鱼虾贝藻育苗、养殖及海洋水产加工出口，未加入三文鱼分会[企⁠ 1][闻⁠ 8]）
  - 本溪艾格莫林实业有限公司（主营冰鲜硬头鳟[企⁠ 1]）
  - 重庆市城口县任河水产养殖有限公司（主营虹鳟养殖[企⁠ 1][企⁠ 5]）
2. ↑  虽然栏目介绍被错植为华东师范大学地理科学学院应用北斗卫星辅助内蒙古鄂尔多斯地区的牧民进行牛群放牧一事（“内蒙古自治区鄂尔多斯市伊金霍洛旗村民……可以通过内嵌在北斗项圈……”），但是青海民泽龙羊峡生态水殖有限公司原来的母公司盾安集团就央视报道一事公开发布宣传文章，证实该节目确实直接介绍了龙羊峡养殖虹鳟的有关情况。[企⁠ 6]
3. ↑  由此计算，公示期由3月6日至3月9日，仅有4个工作日。据原国家质检总局、中国国家标准化管理委员会《关于培育和发展团体标准的指导意见》，制定团体标准至少需要公示三十个工作日，且需要确保没有异议才能提交相关平台付诸实施。[闻⁠ 15]
4. ↑  据该协会内部规定，制定团体标准必须要至少五家企业加上两家科研院所。[闻⁠ 15]
5. ↑  《中华人民共和国消费权益保护法》第五十五条规定：“经营者提供商品或者服务有欺诈行为的，应当按照消费者的要求增加赔偿其受到的损失，增加赔偿的金额为消费者购买商品的价款或者接受服务的费用的三倍；增加赔偿的金额不足五百元的，为五百元。法律另有规定的，依照其规定。”[法⁠ 1]
6. ↑  依据2007年通过的《中华人民共和国反垄断法》，垄断协议被定义为排除、限制竞争的协议、决定或者其他协同行为，并且要求行业协会组织加强行业自律、引导公平竞争，禁止组织本行业的经营者从事垄断行为；违反该法律的机构将会被反垄断部门处以五十万以下人民币的罚款，若为行业协会且行为严重者可至吊销社团执照[法⁠ 2]。2013年修订的《消费者权益保护法》则要求经营者遵循自愿、平等、公平诚信的原则，有关商品或者服务的质量、性能、用途、有效期限等信息，应当真实、全面，不得作虚假或者引人误解的宣传；而消费者则拥有知情权、选择权[法⁠ 1]。2015年修订的《食品安全法》则要求食品的标签、说明书不得含有虚假内容，而食品与其标签、说明书的内容不符的，不得上市销售[法⁠ 3]。
7. ↑  依据2017年11月修订通过的《中华人民共和国标准化法》，在中华人民共和国，标准指农业、工业、服务业以及社会事业等领域需要统一的技术要求，而中国大陆地区的标准分为国家标准、行业标准、地方标准和团体标准、企业标准。从立法上，国家鼓励社会团体协调相关市场主体共同制定满足市场和创新需要的团体标准，由相关团体成员约定采用或按本团体的规定供社会自愿采用，并要求制定标准的团体对标准制定过程保持透明开放、反映各方需求、进行充分论证。从标准制定至出台的过程来看，国务院标准化行政主管部门应当会同有关行政主管部门对团体标准的制定进行监督。此外，法律还特别规定，制定标准应当有利于增强产品的安全性，禁止利用标准排除限制市场竞争[法⁠ 4]。
8. ↑   註: